# Facharzt

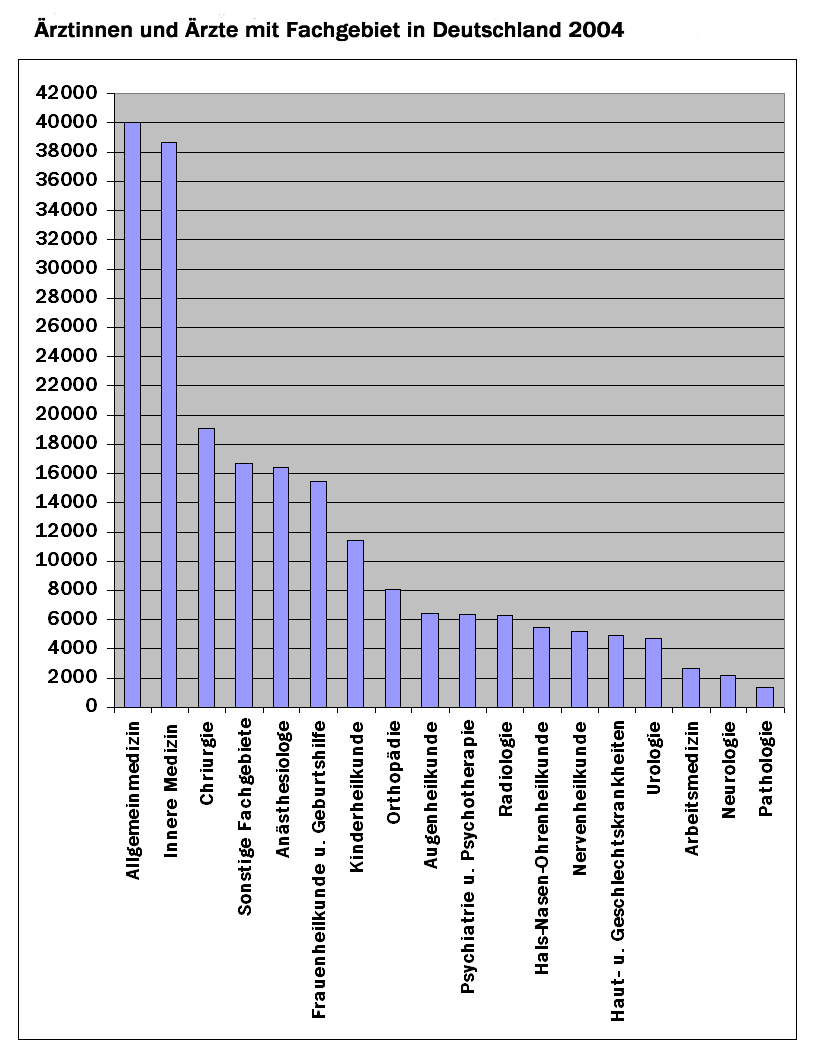
Verteilung der Fachgebiete in der deutschen Ärzteschaft

Ein Facharzt (auch (in der Schweiz) Spezialarzt oder Gebietsarzt) ist ein Arzt mit einer anerkannten Weiterbildung auf einem medizinischen Fachgebiet.
Facharzt darf sich in Deutschland nur derjenige Arzt nennen, der eine mehrjährige und gemäß EU-Vorgaben in Vollzeit mindestens fünfjährige (in wenigen nicht-klinischen Fachrichtungen wie Biochemie oder Physiologie vierjährige) Weiterbildung absolviert und mit einer Facharztprüfung vor einer Landesärztekammer erfolgreich abgeschlossen hat. Zu Dauer, Weiterbildungsinhalt und Anrechnung von Vorzeiten erlassen die Landesärztekammern in ihrem Zuständigkeitsbereich eine Weiterbildungsordnung, welche sich an der (Muster-)Weiterbildungsordnung der Bundesärztekammer orientiert.
In der Schweiz existieren 45 Facharzttitel, die die großen Fachgebiete der klinischen und nicht klinischen Medizin abdecken. Es existieren zudem 37 Spezialisierungs-Schwerpunkte. Per 1. Januar 2022 wird für einen Facharzttitel und für einen Teil der Schwerpunkttitel, das Bestehen der Facharztprüfung bzw. der Schwerpunktprüfung obligatorisch.
Die österreichische Ärztekammer zählt per 2015 insgesamt 31 Ausbildungsordnungen klinischer und nicht-klinischer Fächer. Nach einem abgeschlossenen Medizinstudium erfolgt die mehrjährige (sechsjährige) Facharztausbildung, die in eine Basisausbildung sowie weitere Ausbildungsabschnitte gegliedert ist.

## Bedeutung
Bei der Behandlung eines Patienten gilt in Deutschland Facharztstandard, d. h. eine ärztliche Behandlung muss nach dem anerkannten und gesicherten Standard der wissenschaftlichen Medizin so erbracht werden, wie dies auch durch einen sorgfältig arbeitenden Facharzt geschehen wäre. In Krankenhäusern, in denen Assistenzärzte ohne Facharzttitel Nacht- und Wochenenddienst leisten, wird dies in Deutschland durch die Rufbereitschaft eines Facharztes gewährleistet. Falls sich der behandelnde Arzt fachlich nicht dazu in der Lage sieht, eine bestimmte Behandlung zu übernehmen, so hat er dies dem aufsichtführenden (Hintergrund)-Facharzt mitzuteilen.
Die Grundzüge einer einheitlichen Facharztordnung für Deutschland wurden bereits 1924 durch den Deutschen Ärztetag in Bremen festgelegt. Im Jahr 1937 erfolgte in Deutschland der Erlass einer ärztlichen Berufsordnung mit Facharztordnung. Im Sinne des Hausarztmodells war der Facharzt sozusagen der weiterbehandelnde Spezialist. Der Erwerb des Titels Facharzt war jedoch nicht verbindlich für alle Ärzte und ist erst seit 1993 Voraussetzung für die Zulassung als Vertragsarzt der gesetzlichen Krankenversicherungen. Bis dahin war es möglich, sich auch ohne Facharztausbildung als Praktischer Arzt niederzulassen.
Im Bereich einiger Landesärztekammern gab es Bestrebungen, die allgemeine Innere Medizin als eigenständiges Gebiet abzuschaffen und stattdessen zur hausärztlichen Tätigkeit die Gebietsbezeichnungen Innere und Allgemeinmedizin und parallel Facharzttitel für die einzelnen Schwerpunktbezeichnungen einzuführen (z. B. Innere Medizin und Kardiologie für die Kardiologie oder Innere Medizin und Gastroenterologie für die Gastroenterologie). Wegen mangelnder Akzeptanz und der angespannten Situation in der hausärztlichen Versorgung des ländlichen Bereiches wurde dies jedoch teilweise wieder rückgängig gemacht und der „alte“ Facharzt für Innere Medizin, teilweise mit modifizierter Weiterbildung, wieder eingeführt.

## Anerkennung ausländischer Facharztausbildungen in Deutschland
In Deutschland besteht ärztlicher Fachkräftemangel, weswegen es seit einigen Jahren zu einer gesteuerten Zuwanderung gekommen ist. Um in Deutschland mit einer ausländischen Qualifikation als Arzt tätig sein zu können, bedarf es einer staatlichen Zulassung nach § 10 Abs. 1 BÄO (Berufserlaubnis), ein abgeschlossenes Studium reicht hierzu nicht aus. Personen mit im Ausland erworbenen Facharztausbildungen die in der EU, Liechtenstein, Norwegen und der Schweiz absolviert, geprüft und bestanden wurden, können sich diese per Antrag anerkennen lassen. Andere Bewerber müssen regulär eine Kenntnisprüfung ablegen und dabei auch (Fach-)Sprachkenntnisse auf dem Niveau C1 beweisen. Das Informationsportal der Bundesregierung zur Anerkennung ausländischer Berufsqualifikationen gibt hierzu mit einfach auszufüllenden Formularen online Hilfestellungen.

### EU-Richtlinie zur Berufsanerkennung
Da innerhalb der EU eine Personenfreizügigkeit gilt, hat die EU am 7. September 2005 die Richtlinie 2005/36/EG über die Anerkennung von Berufsqualifikationen verabschiedet und zuletzt am 17. Januar 2014 mit der Richtlinie 2013/55/EU angepasst.
Die Richtlinie regelt die Anerkennung bestimmter reglementierter Berufe innerhalb der Länder der Europäischen Union und legt bestimmte Grundvoraussetzungen für die Ausbildung dieser Berufe fest. Im Falle des Berufes des Facharztes wird dies über die Artikel 25–27 und die Anlage V der Richtlinie festgelegt.

## Facharztarten

### Allgemeinmedizin
- Allgemeinmedizin

### Klinische Fächer
- Anästhesiologie
- Chirurgie
  - Allgemeinchirurgie
  - Gefäßchirurgie
  - Herzchirurgie
  - Kinderchirurgie
  - Orthopädie und Unfallchirurgie
  - Plastische Chirurgie, Rekonstruktive und Ästhetische Chirurgie[18]
  - Thoraxchirurgie
  - Visceralchirurgie
- Dermatologie und Venerologie
- Gynäkologie und Geburtshilfe
  - Gynäkologische Endokrinologie und Reproduktionsmedizin
  - Gynäkologische Onkologie
  - Spezielle Geburtshilfe und Perinatalmedizin
- Hals-Nasen-Ohren-Heilkunde
  - Phoniatrie
  - Pädaudiologie
- Innere Medizin
  - hausärztlicher Internist
  - fachärztlicher Internist
  - Angiologie
  - Endokrinologie und Diabetologie
  - Gastroenterologie
  - Hämatologie und Onkologie
  - Kardiologie
  - Nephrologie
  - Pneumologie
  - Rheumatologie
  - Geriatrie
- Kinderheilkunde (Pädiatrie)
  - Kinder-Hämatologie und -Onkologie
  - Kinderkardiologie
  - Neonatologie
  - Neuropädiatrie
- Kinder- und Jugendpsychiatrie und -psychotherapie
- Klinische Pharmakologie
- Mund-Kiefer-Gesichtschirurgie (zusätzlich Approbation als Zahnarzt benötigt)[19]
- Neurochirurgie
- Neurologie (in manchen ÄK Nervenheilkunde zusammen mit Psychiatrie möglich)
- Notfallmedizin (in Deutschland kein eigenständiger Facharzt)
- Nuklearmedizin
- Ophthalmologie
- Orthopädie
  - Schwerpunkt Rheumaorthopädie
  - Spezielle Orthopädische Chirurgie
- Physikalische und Rehabilitative Medizin
- Psychiatrie und Psychotherapie (in manchen ÄK Nervenheilkunde zusammen mit Neurologie möglich)
- Psychosomatische Medizin und Psychotherapie (vormals Psychotherapeutische Medizin)
- Radiologie
  - Schwerpunkt Neuroradiologie
  - Schwerpunkt Kinderradiologie
- Rechtsmedizin
  - Forensik
- Strahlentherapie
- Transfusionsmedizin
- Urologie

### Klinisch-theoretische Fächer
- Anatomie
- Arbeitsmedizin
- Biochemie
- Humangenetik
- Hygiene und Umweltmedizin
- Laboratoriumsmedizin
- Mikrobiologie, Virologie und Infektionsepidemiologie
- Neuropathologie
- Öffentliches Gesundheitswesen
- Pathologie
- Pharmakologie und Toxikologie
- Physiologie[20]

## Statistische Übersicht und Trends

### Übersicht über die Facharztverteilungen in der Bundesrepublik Deutschland
Berufstätige Ärzte in der Bundesrepublik Deutschland, nach Arztgruppen aufgeschlüsselt:
| Facharztbezeichnung                                                              | Ende 1996 | Ende 2007 | Ende 2008 | Ende 2010 | Ende 2012 | Ende 2017 | Ende 2021 | Veränderung 2007 zu 2021 |
| -------------------------------------------------------------------------------- | --------- | --------- | --------- | --------- | --------- | --------- | --------- | ------------------------ |
| Ohne Fachgebietsbezeichnung                                                      | 100.117   | 86.128    | 88.111    | 93.203    | 97.682    | 109.976   | 119.884   | + 39,2 %                 |
| Praktischer Arzt                                                                 | 11.422    | 5.733     | 5.482     | 5.143     | 4.776     | 3.840     | 3.129     | - 45,4 %                 |
| Innere Medizin                                                                   | 39.542    | 41.289    | 42.022    | 43.955    | 46.995    | 53.262    | 59.576    | + 44,3 %                 |
| Allgemeinmedizin1                                                                | 40.884    | 42.435    | 42.430    | 43.103    | 43.304    | 43.524    | 44.451    | + 4,8 %                  |
| Chirurgie2                                                                       | 18.387    | 19.920    | 19.900    | 20.216    | 20.478    | 21.459    | 22.039    | + 10,6 %                 |
| Anästhesiologie                                                                  | 13.792    | 17.891    | 18.327    | 19.413    | 20.863    | 24.301    | 26.677    | + 49,1 %                 |
| Frauenheilkunde und Geburtshilfe                                                 | 16.214    | 15.950    | 16.134    | 16.599    | 17.147    | 18.427    | 19.295    | + 21,0 %                 |
| Kinder- und Jugendmedizin                                                        | 13.747    | 11.788    | 11.973    | 12.503    | 13.179    | 14.703    | 16.078    | + 36,4 %                 |
| Orthopädie und Unfallchirurgie                                                   | 7.572     | 9.128     | 9.702     | 10.950    | 12.428    | 15.532    | 17.961    | + 96,8 %                 |
| Psychiatrie und Psychotherapie                                                   | 3.235     | 7.499     | 7.856     | 8.663     | 9.485     | 11.037    | 12.428    | + 65,7 %                 |
| Radiologie                                                                       | 6.982     | 6.631     | 6.690     | 6.989     | 7.379     | 8.533     | 9.535     | + 43,8 %                 |
| Neurologie                                                                       | 1.770     | 3.999     | 4.238     | 4.804     | 5.370     | 7.188     | 8.831     | + 120,8 %                |
| Augenheilkunde                                                                   | 7.422     | 6.613     | 6.638     | 6.805     | 6.980     | 7.497     | 7.974     | + 20,6 %                 |
| Hals-Nasen-Ohrenheilkunde                                                        | 6.096     | 5.566     | 5.566     | 5.696     | 5.922     | 6.295     | 6.530     | + 17,3 %                 |
| Haut- und Geschlechtskrankheiten                                                 | 5.289     | 5.114     | 5.180     | 5.314     | 5.519     | 5.944     | 6.320     | + 23,6 %                 |
| Urologie                                                                         | 4.475     | 4.950     | 5.040     | 5.204     | 5.388     | 5.936     | 6.467     | + 30,6 %                 |
| Psychosomatische Medizin und Psychotherapie                                      | 1.3923    | 3.874     | 3.890     | 3.981     | 4.066     | 4.142     | 4.126     | + 6,5 %                  |
| Arbeitsmedizin                                                                   | 3.121     | 2.721     | 2.728     | 2.821     | 2.926     | 3.370     | 3.831     | + 40,8 %                 |
| Kinder- und Jugendpsychiatrie und -psychotherapie                                | 862       | 1.414     | 1.503     | 1.682     | 1.885     | 2.346     | 2.688     | + 90,1 %                 |
| Neurochirurgie                                                                   | 842       | 1.436     | 1.464     | 1.594     | 1.784     | 2.260     | 2.615     | + 82,1 %                 |
| Nervenheilkunde                                                                  | 7.631     | 3.892     | 3.746     | 3.556     | 3.337     | 2.730     | 2.148     | - 44,8 %                 |
| Physikalische und Rehabilitative Medizin                                         | -         | 1.660     | 1.684     | 1.725     | 1.793     | 1.862     | 1.919     | + 15,6 %                 |
| Mund-Kiefer-Gesichtschirurgie                                                    | 1.099     | 1.411     | 1.445     | 1.491     | 1.544     | 1.733     | 1.846     | + 31,1 %                 |
| Pathologie                                                                       | 1.469     | 1.384     | 1.405     | 1.465     | 1.535     | 1.708     | 1.835     | + 32,6 %                 |
| Nuklearmedizin                                                                   | 702       | 955       | 984       | 1.046     | 1.074     | 1.177     | 1.249     | + 30,8 %                 |
| Strahlentherapie                                                                 | -         | 894       | 933       | 1.059     | 1.142     | 1.368     | 1.537     | + 71,9 %                 |
| Laboratoriumsmedizin                                                             | 1.187     | 945       | 977       | 995       | 1.038     | 1.125     | 1.190     | + 25,9 %                 |
| Mikrobiologie, Virologie und Infektionsepidemiologie                             | 697       | 652       | 666       | 671       | 697       | 797       | 828       | + 27,0 %                 |
| Öffentliches Gesundheitswesen                                                    | 1.320     | 958       | 919       | 882       | 857       | 785       | 735       | - 23,3 %                 |
| Transfusionsmedizin                                                              | -         | 521       | 520       | 537       | 562       | 594       | 585       | + 12,3 %                 |
| Humangenetik                                                                     | -         | 235       | 251       | 281       | 310       | 363       | 388       | + 65,1 %                 |
| Pharmakologie                                                                    | 627       | 459       | 452       | 449       | 443       | 421       | 386       | - 15,9 %                 |
| Rechtsmedizin                                                                    | 281       | 207       | 210       | 213       | 229       | 253       | 299       | + 44,4 %                 |
| Hygiene und Umweltmedizin                                                        | 681       | 212       | 207       | 201       | 201       | 206       | 248       | + 17,0 %                 |
| Anatomie                                                                         | -         | 110       | 104       | 100       | 103       | 114       | 106       | - 3,6 %                  |
| Biochemie                                                                        | -         | 56        | 58        | 50        | 48        | 39        | 35        | - 37,5 %                 |
| Physiologie                                                                      | -         | 100       | 95        | 92        | 105       | 100       | 89        | - 11,0 %                 |
| Sonstige Fachgebiete (bspw. Immunologie, Sozialhygiene, Biophysik, Sportmedizin) | 24.6994   | 182       | 167       | 148       | 138       | 101       | 65        | - 64,2 %                 |
| Gesamtzahl der ärztlich tätigen Ärzte                                            | 343.556   | 314.912   | 319.697   | 333.599   | 348.695   | 385.149   | 416.120   | + 32,1 %                 |
| Nicht ärztlich tätig                                                             | 64.221    | 98.784    | 101.989   | 105.491   | 110.326   | 120.865   | 132.182   | + 33,8 %                 |
| Davon: Ruhestand oder berufsunfähig                                              | -         | -         | -         | -         | -         | 85.522    | 95.326    | -                        |

1: Inklusive Innere und Allgemeinmedizin (Hausarzt)
2: Ohne Facharzt für Orthopädie/Facharzt für Orthopädie und Unfallchirurgie & Facharzt für Mund-Kiefer-Gesichtschirurgie & Facharzt für Neurochirurgie
3: Hier Zahlen für Facharzt für Psychotherapie und Psychotherapeutische Medizin
4: Inklusive Arzt im Praktikum (AiP)

### Geschlechteranteile in ausgewählten Facharztbezeichnungen
Für die größten Facharztbezeichnungen ergab sich im Jahr 2021 folgende Geschlechteranteile:
| Facharztbezeichnung                   | Berufstätige Ärzte | Anteil an berufstätigen Männern | Anteil an berufstätigen Frauen | Frauenanteil |
| ------------------------------------- | ------------------ | ------------------------------- | ------------------------------ | ------------ |
| Innere Medizin                        | 59.576             | 35.542                          | 24.034                         | 40,3 %       |
| Allgemeinmedizin                      | 44.451             | 21.628                          | 22.823                         | 51,3 %       |
| Chirurgie1                            | 40.194             | 31.032                          | 9.162                          | 22,8 %       |
| Anästhesiologie                       | 26.677             | 14.842                          | 11.835                         | 44,4 %       |
| Frauenheilkunde und Geburtshilfe      | 19.295             | 5.608                           | 13.687                         | 70,9 %       |
| Kinder- und Jugendmedizin             | 16.078             | 6.077                           | 10.001                         | 62,2 %       |
| Psychiatrie und Psychotherapie        | 12.428             | 5.801                           | 6.627                          | 53,3 %       |
| Radiologie                            | 9.535              | 6.000                           | 3.535                          | 37,1 %       |
| Neurologie                            | 8.831              | 4.517                           | 4.314                          | 48,9 %       |
| Augenheilkunde                        | 7.974              | 4.043                           | 3.931                          | 49,3 %       |
| Gesamtzahl der ärztlich tätigen Ärzte | 416.120            | 214.169                         | 201.951                        | 48,5 %       |

1: Inklusive Facharzt für Orthopädie/Facharzt für Orthopädie und Unfallchirurgie
Aufgrund des gestiegenen Frauenanteils im Studium der Medizin ist davon auszugehen, dass auch in die Frauenanteile in den fachärztlichen Berufen in den nächsten Jahren weiter ansteigen werden.

### Statistische Trends
Die Zahl der berufstätigen Fachärzte hängt stark mit dem Nachschub aus Ausland und Medizinstudium zusammen. Dabei ist festzustellen, dass die Zahl der in Deutschland beschäftigten Ärzte mit einer Ausbildung aus dem Ausland absolut betrachtet von 1999 bis 2021 stark angestiegen ist (1999: 11.413; 2021: 57.200). Gleichzeitig steigt der Anteil der unter 35-jährigen Ärzte seit 2005 in Deutschland wieder an, nachdem dieser von 2000 bis 2005 deutlich gefallen war (2000: 18,8 %; 2005: 15,4 %; 2021: 18,8 %). Erklärbar ist dies mit der aufgrund der Ärzteschwemme ab 1992 gesenkten Zahl an Studienplätzen im Medizinstudium, die zu einer geringeren Zahl an Absolventen in diesem Zeitraum geführt hat.
Weiterhin kann festgestellt werden, dass die Zahl der ambulant tätigen Ärzte im Allgemeinen zugenommen hat. Dabei ist insbesondere die Zahl der nicht-selbständigen, angestellten Fachärzten stark angestiegen.